# Gregorio García de la Cuesta
Pour les articles homonymes, voir Cuesta (homonymie).
Gregorio García de la Cuesta y Fernández de Celis, né à La Lastra (es), Cantabria le 9 mai 1741 et mort à Palma de Majorque le 24 décembre 1811, est un général espagnol de la guerre d'Espagne, connu pour sa participation à beaucoup d'épisodes militaires et politiques malheureux. Bien que son courage personnel n'ait jamais été remis en question, la réputation de Cuesta a beaucoup souffert de l'hostilité britannique pendant et après la guerre. Cuesta était si fier et têtu qu'il était difficile de coopérer avec lui. C'était également un dirigeant dévoué qui a conduit une machine militaire cruellement déficiente dans des circonstances quasiment désespérées.

## Biographie
Né dans une famille de la petite noblesse, Cuesta entre au service de l'armée en 1758 comme membre du régiment de la Garde royale espagnole. Il connaît un certain succès en tant que lieutenant-général pendant la guerre de la Première Coalition, comme à Saint-Féréol le 26 novembre 1793, qui lui vaut le grade de maréchal de camp. Le 20 décembre, il oblige les Français à évacuer Saint-Elme, Port-Vendres et Collioure. Mais les revers militaires et les intrigues politiques l'empêchent de progresser davantage jusqu'à ce que les troubles de 1805 conduisent, en mars 1808, à sa nomination comme capitaine général de la Vieille-Castille et peu de temps après comme vice-roi du Mexique par Ferdinand VII.
La guerre avec la France qui éclate en 1808 le retient dans la Péninsule. L'armée de Cuesta est pratiquement inexistante. Sa milice d'environ 7 000 hommes est balayée par la Grande Armée à Cabezón.
En l'absence de hiérarchie militaire et politique, la stratégie et la coordination avec d'autres forces espagnoles est impossible. Cuesta combine ses forces avec celle du lieutenant-général Joaquín Blake commandant l'armée de Galice, rassemblant ainsi environ 24 000 hommes. Une marche imprudente sur Valladolid les rend vulnérables à une contre-attaque française. Paralysés par la division du commandement, tous deux sont défaits le 14 juillet 1808 à la bataille de Medina del Rio Seco quand Cuesta, pour des raisons pas très claires, ne déploie pas ses troupes.
Des négociations avec la Junte de Séville mènent à la brève promotion de Cuesta au commandement en chef de l'armée d'espagnole. Il est bientôt renvoyé et arrêté en raison d'intrigues politiques.
Après la perte de Madrid consécutive à la bataille de Somosierra, la situation espagnole est devenue plus désespérée et Cuesta est chargé de reconstituer l'armée d'Estrémadure afin de défendre la frontière méridionale. Défiant la sagesse militaire de l'époque, Cuesta monte à  l'offensive dès qu'il parvient à rassembler une force suffisante, et rencontre enfin le succès. En janvier et février 1809, toute la province de Badajoz est reprise aux Français.
Dans un mouvement caractéristique de l'inefficacité de la bureaucratie espagnole, Cuesta se voit refuser approvisionnements et renforts jusqu'à ce que les autorités locales passent en revue les dispositions qu'il a prises pour l'armée. Au printemps, une offensive française annule les gains de l'année précédente. Le 26 mars, Cuesta est blessé et son armée sévèrement défaite à la bataille de Medellín.
Il joint ensuite ses forces avec les Britanniques de Wellington, qui n'a pas confiance en Cuesta. Les relations entre les alliés sont difficiles. Comme à la bataille de Talavera, les défaites espagnoles se suivent, à la plus grande satisfaction de ses ennemis à la cour.
Custa démissionne en décembre 1810 et se retire dans l'île de Majorque. Souffrant de ses blessures, il décède un an plus tard, en 1811.

## Sources
- (en) Cet article est partiellement ou en totalité issu de l’article de Wikipédia en anglais intitulé « Gregorio García de la Cuesta » (voir la liste des auteurs).
- Hoefer, Nouvelle biographie universelle générale, 1855, p. 587